# 关于社会主义初级阶段的历史任务和我国对外政策的几个问题

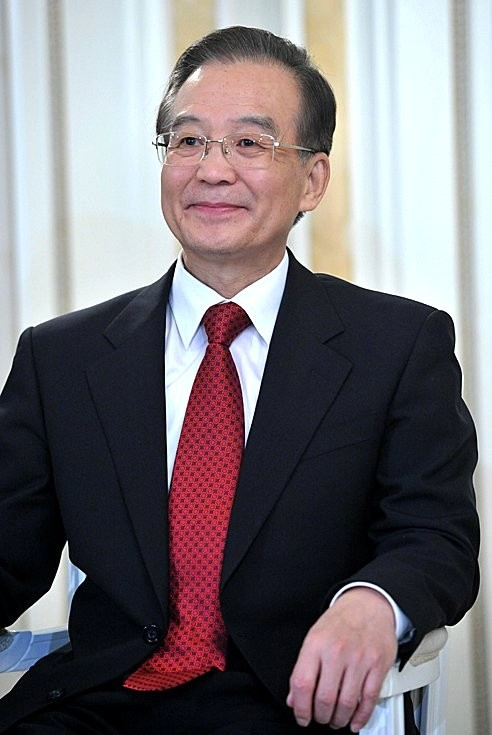
前国务院总理温家宝

《关于社会主义初级阶段的历史任务和我国对外政策的几个问题》是时任中华人民共和国国务院总理温家宝在2007年2月26日通过新华社发表的一篇署名文章，发表后引发中共内部改革派和保守派的路线斗争和中国社会中围绕普世价值的普世价值论争。

## 简介
温家宝被视为中共改革派代表人物。《关于社会主义初级阶段的历史任务和我国对外政策的几个问题》全文约5000字，分为四个部分，分别是“关于社会主义初级阶段的历史任务”、“关于我国发展战略机遇期”、“关于和平发展道路”、“关于文化建设和文化交流”。
温家宝在文中提出“科学、民主、法制、自由、人权，并非资本主义所独有，而是人类在漫长的历史进程中共同追求的价值观和共同创造的文明成果。”并认为社会主义初级阶段的中国外交政策应该坚持韬光养晦、和平发展，不是权宜之计，而是长期的战略方针。
同年3月全国两会记者会上，温家宝接受法国《世界报》提问表示，社会主义初级阶段要推进两项改革，一是推进以市场化为目标的经济体制改革，二是推进以发展民主政治为目标的政治体制改革。
同年9月，《学习时报》批判普世价值。11月，《求是》也刊文批判普世价值。时任中国社会科学院院长陈奎元在中国社科院改革座谈会上带头痛批“中国有些人跟随西方国家步调起舞”，“对西方世界如影随形”，称中国不能搞普选，《人民日报》也转载相关专栏文章，暗批温家宝。高瑜认为对普世价值的批判，实际上确实是矛头指向温家宝。民间网站乌有之乡刊文称，只讲发展经济，只讲改革开放，不讲四项基本原则，这是片面的，因而是错误的。
2009年，时任中央政治局常委李长春提出六个为什么，被视为对温家宝《关于社会主义初级阶段的历史任务和我国对外政策的几个问题》的反击。